# Кабан-Бастрык
Кабан-Бастрык — деревня в Заинском районе Татарстана. Входит в состав Дуртмунчинского сельского поселения.

## География
Находится в восточной части Татарстана на расстоянии приблизительно 23 км на северо-восток по прямой от районного центра города Заинск у речки Бастырма.

## История
Известно с 1680 года. В 1881 году была построена Михайловская церковь. В советское время работали колхозы им. Ворошилова, им. Сталина, им. Кирова, «Игенче». В 2013 году церковь восстановили.

## Население
Постоянных жителей было: в 1859—462, в 1870—452, в 1897—1075, в 1920—1377, в 1926—1175, в 1938—1038, в 1949—799, в 1958—785, в 1970—722, в 1979—376, в 1989—214, в 2002—156 (татары 91 %, фактически кряшены), 139 в 2010.